# Гримешты
Гримешты, Гримешть (рум. Grimești) — село в Бричанском районе Молдавии. Наряду с сёлами Богданешты и Безеда входит в состав коммуны Богданешты.

## География
Село расположено на высоте 121 метр над уровнем моря.

## Население
По данным переписи населения 2004 года, в селе Гримешть проживает 224 человека (106 мужчин, 118 женщин).
Этнический состав села:
| Национальность | Число жителей | Процентный состав |
| -------------- | ------------- | ----------------- |
| украинцы       | 200           | 89,29             |
| русские        | 12            | 5,36              |
| молдаване      | 12            | 5,36              |
| Всего          | 224           | 100 %             |

## Известные уроженцы
- Бабюк, Станислав Семёнович (род. 1935) — молдавский художник.